# Études (Debussy)

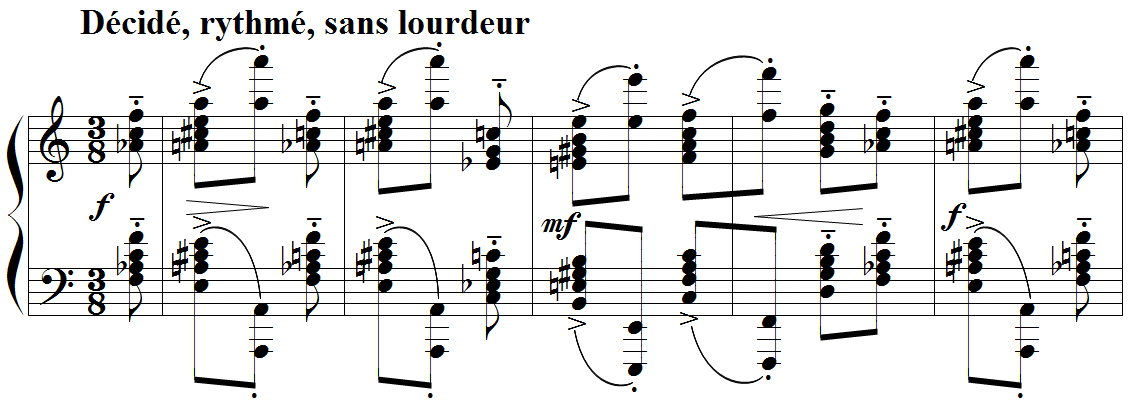
Debussy - Étude XII "Pour les accords"

Los Douze Études pour piano (francés: "Doce estudios para piano") de Claude Debussy, fueron compuestos durante los meses de agosto y septiembre de 1915. Su primera interpretación, a cargo del pianista Walter Rummel, tuvo lugar el 14 de diciembre de 1916 en París. Debussy dedicó estos estudios "À la mémoire de Chopin", es decir, "en memoria de Chopin". 
A pesar de que a primera vista no se encuentre ningún rasgo estilístico de la influencia que podría haber ejercido Chopin sobre Debussy, el maestro polaco supuso, sin embargo, una enorme referencia para Debussy a la hora de componer sus Douze Études. ¿Cómo no pensar en los Estudios de Chopin, que son caballo de batalla técnica para todos los pianistas al mismo tiempo que fantásticas piezas de concierto? Es en ese punto en el que los estudios de ambos hallan una característica común. Al igual que los de Chopin, los estudios de Debussy no se acercan a un virtuosismo frío y no muy bello musicalmente hablando, sino que trascienden el ámbito meramente pedagógico. 
Cuando se busca virtuosismo, éste se presenta de manera clara, pero siempre al servicio de la música y de la interpretación. Sin embargo, la comparación con Chopin acaba aquí, porque, por lo demás, los Doce estudios son un mundo completamente aparte. Sintetizan todo el mundo pianístico de Debussy, son la llave que permite entrar en él, tanto en el plano técnico como en el sentimental. Llevan además más lejos sus investigaciones rítmicas y sonoras y desarrollan su visión y su sentido armónico. En este sentido, Debussy se afirma definitivamente a sí mismo como uno de los precursores de la música del siglo XX. 
Los Douze études se encuentran divididos en dos libros, cada uno de los cuales está compuesto de seis estudios. El compositor francés Jean Barraqué (1928-1973) remarcó que el Libro I se centraba más a la flexibilidad y a los mecanismos de digitación, mientras que el Libro II estaba más dedicado a las experimentaciones rítmicas y sonoras. 

## Libro I
1. Pour les « cinq doigts » d'après monsieur Czerny (en Do mayor).
2. Pour les tierces (en Re bemol mayor).
3. Pour les quartes (en Fa mayor).
4. Pour les sixtes (en Re bemol mayor).
5. Pour les octaves (en Mi mayor).
6. Pour les huit doigts (en Sol bemol mayor).

## Libro II
1. Pour les degrés chromatiques (tonalidad indeterminada).
2. Pour les agréments (en Fa mayor).
3. Pour les notes répétées (tonalidad indeterminada).
4. Pour les sonorités opposées (en Do sostenido mayor y menor).
5. Pour les arpèges composés (en La bemol mayor).
6. Pour les accords (en La menor).